# Comunità montana Langa Astigiana Val Bormida
La Comunità montana Langa Astigiana Val Bormida era un comprensorio montano formato dai comuni di: Bubbio, Cassinasco, Castel Boglione, Castel Rocchero, Cessole, Loazzolo, Mombaldone
Monastero Bormida, Montabone, Olmo Gentile, Roccaverano, Rocchetta Palafea, San Giorgio Scarampi, Serole, Sessame, Vesime.
Si trattava dell'unica comunità montana della provincia di Asti.
L'ente è stato soppresso, insieme alle altre comunità montane del Piemonte, con la Legge regionale 28 settembre 2012, n. 11.

## Geografia fisica
Comprendeva la zona meridionale della provincia di Asti, la zona collinare della Langa astigiana fino alle primissime propagaggini dell'Appennino Ligure, la comunità montana culmina a 851 m d'altezza nel comune di Serole con il Bric Puschera.